# Cimó I
Cimó I (en llatí Cimon, en grec antic Κίμων "Kímon") fou un atenenc fill d'Estesàgores (I) i germanastre de Milcíades el Vell. Per la seva insensibilitat l'anomenaven Κοάλεμος (Koálemos, "estúpid") 
Va ser desterrat d'Atenes per Pisístrat i durant el seu desterrament va guanyar dues vegades als jocs olímpics la cursa de carros amb quatre cavalls. A la segona vegada va permetre que Pisístrat es proclamés guanyador, i després d'això li va permetre tornar a Atenes.
Després de la mort de Pisístrates va tornar a guanyar per tercera vegada als jocs olímpics amb els mateixos cavalls, i llavors els fills del tirà en van ordenar la mort en secret, segons Heròdot. Va tenir dos fills: Estesàgores i Milcíades el Jove. Aquest darrer va ser el pare de l'almirall i general Cimó.